# Chain
Chain (englisch; deutsch „Kette“) ist eine Maßeinheit der Länge.

## Angloamerikanisches Maßsystem
Im angloamerikanischen Bereich wird eine chain mit dem Einheitenzeichen ch. bezeichnet.
1 ch. = 4 rd. = 100 li. = 66 ft. = 20,1168 m
1 statute mile = 8 furlong = 80 chain = 320 rd. = 8000 link
Bis heute geben britische Ingenieure Distanzen zwischen Bahnhöfen oder Brücken in chains an. In der Landvermessung ist die Maßeinheit auch in Großbritannien hingegen schon länger außer Gebrauch gekommen.
Die Flächeneinheit Acre (4046,86 m²) entspricht einem streifenförmigen Feld von 10 chain × 1 chain, das ein Ochsengespann in etwa einem Tag pflügen konnte. Ähnliche Dimensionen haben die Einheiten Morgen, Tagewerk und Joch, die in der bäuerlichen Bevölkerung geläufig waren.

## Deutschland
Im deutschsprachigen Raum war die Kette ein vergleichbares Maß. In der Maß- und Gewichtsordnung des Norddeutschen Bundes vom 17. August 1878 war festgelegt
- 1 Kette = 10 m = 1 Dekameter[2]

## Schweiz
Die zur Zeit der Helvetischen Republik eingeführte und nur kurzlebige Schweizer Kette betrug zwischen 4,98 und 6,10 Meter je nach Kanton.
- Länge
  - 1 Halbkette = 5 Ellen
  - 1 Doppelkette = 20 Ellen
  - 1 Kette = 10 Ellen
  - 5 Ketten =  1 Halbschnur
  - 10 Ketten = 1 Schnur
  - 20 Ketten = 1 Doppelschnur
- Fläche
  - 1 Quadratkette = 100 Quadratellen
  - 50 Quadratketten = 1 Halbquadratschnur
  - 100 Quadratketten = 1 Quadratschnur

## Andere Länder
Andere Begriffe für das Maß Schnur oder Kette:
- Armenien: Arkan
- Volksrepublik China: 1 Yin = 100 Feldmesserfuß = 32,281 Meter[5]
- Italien: Catena
- Kuba: Corde
- Polen: Sznur
- Schweden: Corde
- Sizilien: Corda
- Spanien: Cuarda
- Valencia (span.): Cuerda